# Omicidio di Stefano Cecchetti

Stefano Cecchetti

L'omicidio di Stefano Cecchetti venne commesso a Roma il 10 gennaio 1979, ad opera di militanti dell'organizzazione terroristica "Compagni organizzati per il comunismo". La vittima era uno studente e nell'attentato rimasero ferite anche altre due persone.

## Storia
Stefano Cecchetti era uno studente non particolarmente politicizzato di terza liceo scientifico. All'incirca alle 20, tre persone a bordo di una Mini Minor sparano nel mucchio numerosi colpi di pistola, davanti al bar Urbano in largo Rovani a Roma e poi nel tragitto di fuga su un altro gruppo di ragazzi. Stefano Cecchetti morì per le lesioni interne e la perforazione dell'aorta. Dei suoi amici, Alessandro Donatone fu ferito gravemente e Maurizio Battaglia in modo più lieve.
L'attentato viene rivendicato poco dopo l'agguato al bar Urbano dai "Compagni organizzati per il comunismo" con un comunicato inviato al quotidiano Lotta Continua: “Un'ora fa abbiamo colpito nel quartiere Talenti un centro di aggregazione fascista. Abbiamo colpito fisicamente. Contro l'arroganza fascista sul territorio”.
I colpevoli non vennero mai identificati e le indagini finirono nel nulla. Il 22 febbraio del 1980 tre uomini incappucciati uccidono nella propria abitazione Valerio Verbano, un ragazzo di diciotto anni, attivista comunista che raccoglieva dossier sui militanti e i luoghi di aggregazione dei militanti di estrema destra. La rivendicazione a firma dei Nuclei Armati Rivoluzionari precisava di aver "giustiziato Valerio Verbano mandante dell'omicidio Cecchetti", sebbene la partecipazione di Valerio all'omicidio Cecchetti non fu mai verificata.